# Astralis
A Astralis é uma organização profissional dinamarquesa de esportes eletrônicos, conhecida ser a maior campeã da história dos Majors de CS:GO, com quatro títulos. Seu atual proprietário é o Astralis Group, que anteriormente gerenciou as equipes Origen de League of Legends e Future F.C. de FIFA antes da fusão de todas as equipes sob a marca Astralis.

## Divisões Atuais

### Counter-Strike: Global Offensive

#### Fundação (2015 - 2016)
Em dezembro de 2015, a Team SoloMid, de maneira inesperada, dispensou toda a sua equipe de CS:GO, mesmo com alguns jogadores ainda tendo tempo de contrato a ser cumprido com a organização americana. Agora sem equipe, os ex-jogadores da TSM estavam jogando juntos sob a nomenclatura de "Team Questionmark".
Em janeiro de 2016, com a ajuda de Jakob Kristensen, empresário dinamarquês, Nikolaj Nyholm, investidor dinamarquês, e Tommy Ahlers, político e empresário dinamarquês, foi criada a Astralis, organização no qual os cinco jogadores da equipe eram acionistas minoritários e tinha como dono Jakob Kristensen e Frederik Byskov.

#### MLG Columbus e ESL Cologne (2016)
Carregada de expectativas para a MLG Columbus 2016, a Astralis iniciou bem sua campanha, vencendo a Gambit e a CLG e avançando como líder do grupo. Nas quartas de final, os dinamarqueses enfrentaram a Fnatic, outra grande favorita ao título. No mata-mata, a Astralis superou a Fnatic por 16 a 10 na Overpass e 16 a 5 na Cache, fechando a série em 2 a 0 e garantindo vaga na semifinal. Na fase seguinte, enfrentaram a NAVI e foram derrotados após um confronto acirrado: 16 a 14 na Inferno, decidido apenas na prorrogação, e mais um revés na Dust II, dessa vez por 16 a 5, com a NAVI vencendo a série por 2 a 0. 
Para o segundo Major do ano, a organização decidiu trocar René "cajunb" Borg por Markus "Kjaerbye" em um acordo comum com a equipe da Dignitas.  
A Astralis entrou na ESL One Cologne 2016 com Kjaerbye sendo substituitdo por Lukas “gla1ve” Rossander. Isso ocorreu porque Kjaerbye havia vencido as qualificatórias europeias com a Dignitas. De acordo com as regras da Valve, ele não poderia disputar o Major por outra equipe.  
Na Alemanha, a Astralis venceu a Dignitas no seu jogo de estreia, mas foi derrotada pela equipe da Gambit no jogo seguinte valendo uma vaga para os play-offs por 6 a 16. A partir da terceira rodada do Major, a Astralis não poderia contar com dupreeh por motivos de saúde, então colocou o seu técnico Danny "zonic" Sørensen como quinto player. Mesmo desfalcada, a Astralis voltou a vencer a Dignitas na partida decisiva e sacramentou a sua ida aos playoffs de Cologne.  
Nos playoffs, a organização enfrentou a lendária equipe campeã mundial da Virtus.pro. Em uma série apertada, com os dois mapas indo para a prorrogação, a VP venceu a Astralis por 19 a 17 na Overpass e por 19 a 15 na Train e despachou os dinamarqueses do Major, vencendo a série por 2-0. Apesar da derrota, a atuação da Astralis foi elogiada, com o seu jogador device registrando mais de 30 kills em ambos os mapas e tendo um rating de 1.38 na série.  

#### 2017
No Major de Atlanta, os dinamarqueses voltaram a contar com gla1ve, dessa vez de forma definitiva no lugar de karrigan.
A equipe avançou da fase de grupos com três vitórias e duas derrotas, conseguindo sua classificação após uma vitória tranquila na Mirage por 16 a 3 sobre a Team Liquid.
Nos playoffs, a Astralis voltou a enfrentar a Natus vincere, dessa vez, em uma série muito disputada, onde um terceiro mapa foi necessário após as duas equipes vencerem os seus mapas de escolha. No mapa Dust II, o decider da série, a Astralis venceu por um placar de 16 a 10 e avançou as semifinais. Na próxima fase, os dinamarqueses enfrentaram outro velha conhecida, a Fnatic. Na Cache, o primeiro mapa da série, a Astralis venceu por 19 a 16, e acabou não tomando conhecimento dos suecos no Mapa da Nuke, onde venceu por 16 a 5 e fechou a série em 2-0.
Na grande final, a organização teria a chance de dar o troco na Virtus.pro que havia a eliminado nas quartas de final do Major passado. No primeiro mapa, Nuke, a VP venceu por 16 a 12 e abriu caminho para um novo revés dinamarquês. Na Overpass, a Astralis protagonizou uma virada histórica, onde Xyp9x ganhou um round 1v2 com apenas 1 de HP, ajudando sua equipe a vencer por 16 a 14. O terceiro e decisivo mapa foi a Train, novamente vencida pela Astralis em um comeback após estar perdendo por 7 a 0, virando o jogo para 16 a 4 e levantando o primeiro Major de sua história em Atlanta. 

#### 2018

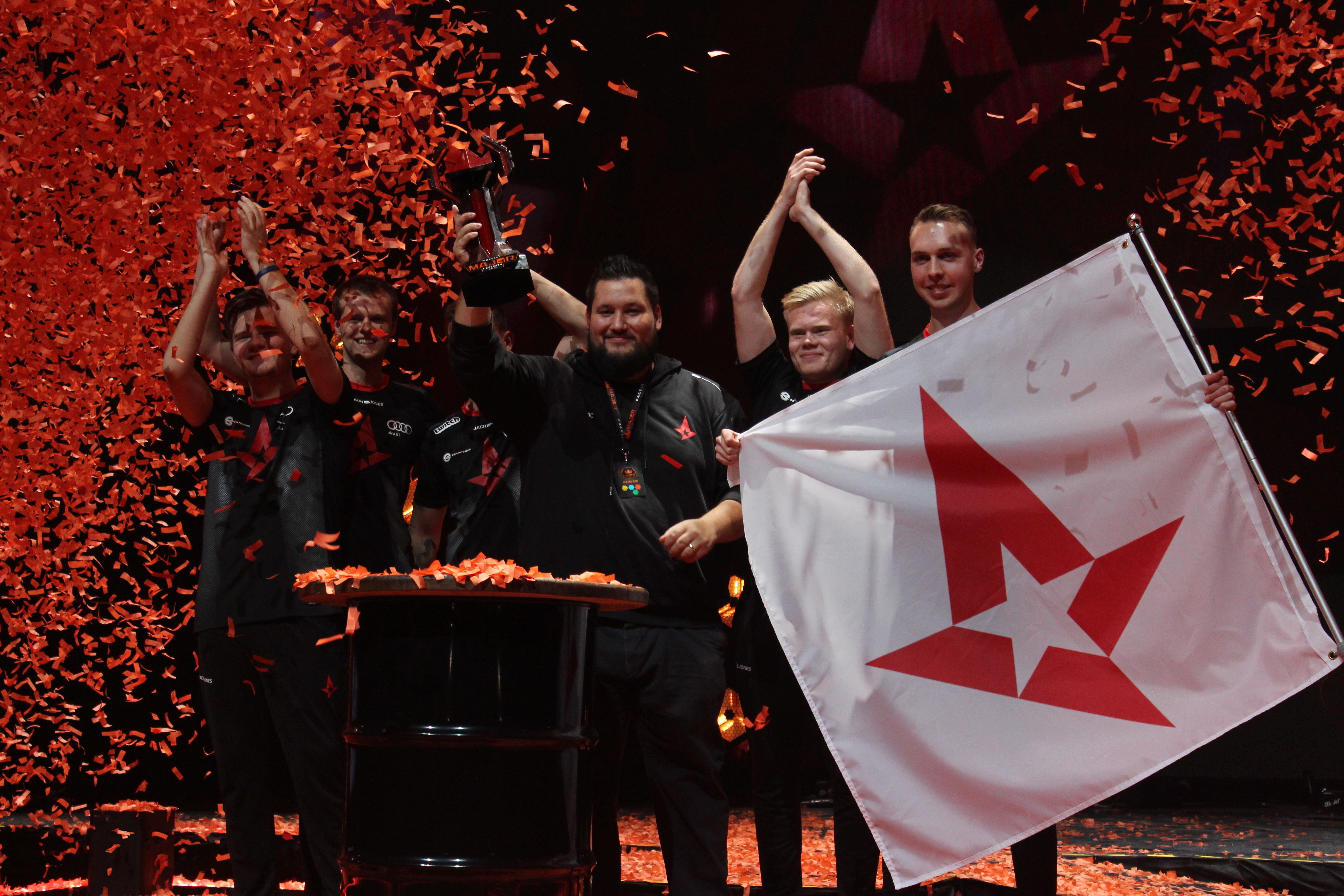
Astralis vencendo o FACEIT Major: London 2018

O ano de 2018 seria o início do reinado da Astralis. Em janeiro, Nicolai "dev1ce" Reedtz voltou ao time, seguido um mês depois pela chegada de Emil "Magisk" Reif. Apesar disso, a Astralis terminou em 13º lugar no ELEAGUE Major: Boston, mas rapidamente compensou ao vencer a ESL Pro League Season 7, o Esports Championship Series Season 5 e o ELEAGUE CS:GO Premier 2018, tudo culminando com uma vitória no FACEIT Major: London 2018. Não parando por aí, fecham o ano com mais dois sucessos, o Esports Championship Series Season 6 e a ESL Pro League Season 8.
Em 2019, a equipe continua a distinguir-se ao vencer os dois Majors do ano, tornando-se assim a mais vitoriosa com quatro conquistas. Além disso, a RFRSH Entertainment, dona da Astralis, decide se separar dela. Sendo também organizadora das competições BLAST Pro Series, a empresa queria evitar conflitos de interesse. Os fundadores criaram assim uma nova entidade, a RFRSH Team, que mais tarde se tornaria a Astralis Group e deixaria de estar ligada à RFRSH Entertainment.

## Conquistas notáveis
| Colocação | Evento                               | Local                    | Premiação   | Ref.   |
| 2016      | 2016                                 | 2016                     | 2016        | 2016   |
| --------- | ------------------------------------ | ------------------------ | ----------- | ------ |
| 1º        | ECS Season 2 Finals                  | Anaheim, Califórnia, EUA | US$ 250.000 | [ 8 ]  |
| 2017      |                                      |                          |             |        |
| 1º        | ELEAGUE Major: Atlanta 2017          | Atlanta, Geórgia, EUA    | US$ 500.000 | [ 9 ]  |
| 1º        | IEM Katowice 2017                    | Katowice, Polônia        | US$ 104.000 | [ 10 ] |
| 1º        | ELEAGUE Clash for Cash: The Rematch  | Atlanta, Geórgia, EUA    | US$ 250.000 | [ 11 ] |
| 2018      |                                      |                          |             |        |
| 1º        | DreamHack Masters Marseille 2018     | Marselha, França         | US$ 100.000 | [ 12 ] |
| 1º        | ESL Pro League Season 7 Finals       | Dallas, Texas, EUA       | US$ 250.000 | [ 13 ] |
| 1º        | ECS Season 5 Finals                  | Londres, Reino Unido     | US$ 250.000 | [ 14 ] |
| 1º        | ELEAGUE CS:GO Premier 2018           | Atlanta, Geórgia, EUA    | US$ 500.000 | [ 15 ] |
| 1º        | FACEIT Major: London 2018            | Londres, Reino Unido     | US$ 500.000 | [ 16 ] |
| 1º        | BLAST Pro Series: Istanbul 2018      | Istambul, Turquia        | US$ 125.000 | [ 17 ] |
| 1º        | IEM Chicago 2018                     | Chicago, Illinois, EUA   | US$ 100.000 | [ 18 ] |
| 1º        | ECS Season 6 Finals                  | Arlington, Texas, EUA    | US$ 250.000 | [ 19 ] |
| 1º        | ESL Pro League Season 8 Finals       | Odense, Dinamarca        | US$ 250.000 | [ 20 ] |
| 1º        | BLAST Pro Series: Lisbon 2018        | Lisboa, Portugal         | US$ 125.000 | [ 21 ] |
| 2019      |                                      |                          |             |        |
| 1º        | IEM Katowice Major 2019              | Katowice, Polônia        | US$ 500.000 | [ 22 ] |
| 1º        | BLAST Pro Series: São Paulo 2019     | São Paulo, Brasil        | US$ 125.000 | [ 23 ] |
| 1º        | StarLadder Major: Berlin 2019        | Berlim, Alemanha         | US$ 500.000 | [ 24 ] |
| 1º        | IEM Beijing 2019                     | Beijing, China           | US$ 125.000 | [ 25 ] |
| 1º        | ECS Season 8 Finals                  | Arlington, Texas, EUA    | US$ 225.000 | [ 26 ] |
| 1º        | BLAST Pro Series: Global Final 2019  | Rifa, Barém              | US$ 350.000 | [ 27 ] |
| 2020      |                                      |                          |             |        |
| 1º        | ESL One: Road to Rio Europe          | Europa (on-line)         | US$ 33.000  | [ 28 ] |
| 1º        | ESL Pro League Season 12 Europe      | Europa (on-line)         | US$ 99.000  | [ 29 ] |
| 1º        | DreamHack Masters Winter 2020 Europe | Europa (on-line)         | US$ 60.000  | [ 30 ] |
| 1º        | IEM Global Challenge 2020            | Europa (on-line)         | US$ 200.000 | [ 31 ] |